# Maxilly-sur-Léman
Maxilly-sur-Léman là một xã trong tỉnh Haute-Savoie thuộc vùng Auvergne-Rhône-Alpes đông nam Pháp.